# Köblény, Baranya
Köblény este un sat în districtul Komló, județul Baranya, Ungaria, având o populație de 232 de locuitori (2011). 

## Demografie
Componența etnică a satului Köblény
     Maghiari (89,67%)
     Germani (5,37%)
     Romi (4,96%)
Componența confesională a satului Köblény
     Romano-catolici (65,95%)
     Fără religie (18,97%)
     Reformați (6,03%)
     Atei (2,16%)
     Necunoscută (6,9%)
Conform recensământului din 2011, satul Köblény avea 232 de locuitori. Din punct de vedere etnic, majoritatea locuitorilor (89,67%) erau maghiari, existând și minorități de germani (5,37%) și romi (4,96%).  Din punct de vedere confesional, majoritatea locuitorilor (65,95%) erau romano-catolici, existând și minorități de persoane fără religie (18,97%), reformați (6,03%) și atei (2,16%). Pentru 6,9% din locuitori nu este cunoscută apartenența confesională.